# Intersatellitenfunkdienst
Der Intersatellitenfunkdienst (englisch inter-satellite service) ist entsprechend der Definition der Vollzugsordnung für den Funkdienst (VO Funk) der Internationalen Fernmeldeunion (ITU) ein Funkdienst für Funkverbindungen zwischen künstlichen Satelliten.